# Монморанси-Фоссё, Франсуаза де
Франсуаза де Монморанси-Фоссё (фр. Françoise de Montmorency-Fosseux; 1566 — 6 декабря 1641, Брок (Анжу) — французская аристократка, фаворитка короля Генриха Наваррского в 1580—1582, прозванная «Прекрасной Фоссёзой» (La Belle Fosseuse).

## Биография
Младшая из пяти дочерей Пьера I де Монморанси, барона де Фоссё, маркиза де Тюри, и Жаклин д'Авогур, дамы де Куртален.
Около 1579 стала придворной дамой королевы Маргариты Наваррской в Нераке, где располагался двор короля Генриха. Король Наваррский, незадолго до того бросивший свою прежнюю любовницу, мадмуазель де Ребур, начал ухаживать за красивой белокурой фрейлиной. По словам Маргариты Наваррской, поначалу новое увлечение мужа не доставляло ей неприятностей, а сама она, как считается, в это время завязала роман с виконтом де Тюренном.
По некоторым сведениям, Маргарита через Фоссёзу сообщила мужу о том, что король Генрих III прознал об их супружеских изменах и публично насмехается над зятем-рогоносцем, и это, якобы стало причиной Седьмой религиозной войны (апрель — ноябрь 1580), которая, благодаря Агриппе д'Обинье, получила название «Войны влюбленных».

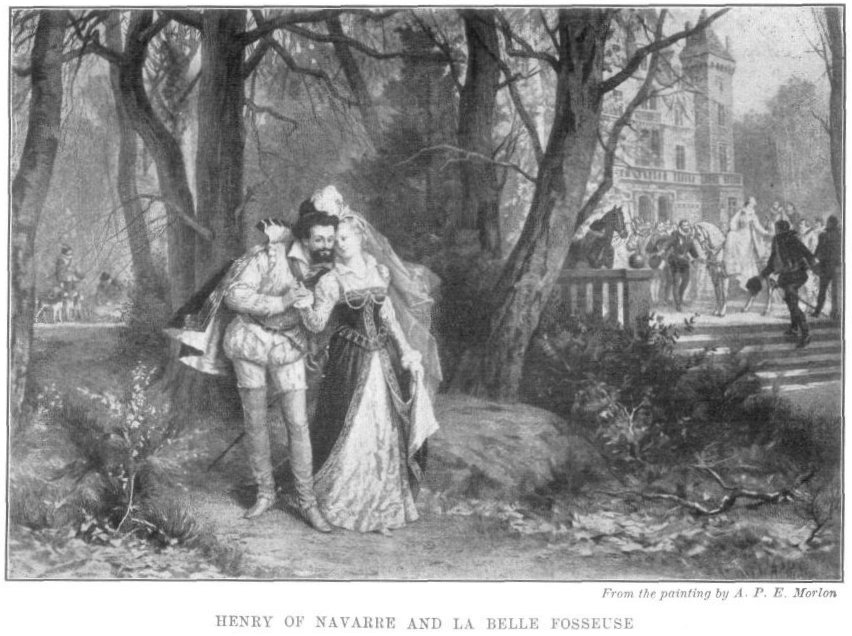
Генрих Наваррский и прекрасная Фоссёза. Энтони Пол Эмиль Морлон

Бежавший из Парижа и семь месяцев проживший в Гаскони брат Маргариты герцог Франсуа Анжуйский также влюбился в Фоссёзу. Генрих Наваррский, потерпевший поражение при Марманде, укрылся в Нераке, где был осажден маршалом Бироном. Во время этой осады Генрих возобновил свои ухаживания, и на этот раз добился взаимности, использовав прием, который впоследствии успешно применял со всеми своими официальными фаворитками — пообещал развестись с женой и жениться на Франсуазе, если та родит ребенка.
26 ноября 1580 был подписан мир в замке Флекс, герцог Анжуйский вернулся во Францию, Генрих с женой приехали в Нерак, и там стало ясно, что Фоссёза беременна. Она уговорила короля отправиться на воды в О-Шод в Беарне, а Генрих потребовал, чтобы Маргарита их сопровождала. Фоссёза, возгордившись тем, что носит королевского ребенка, стала относиться к королеве с открытой неприязнью, и обвиняла её перед Генрихом в намерении причинить вред.
Когда фаворитке пришло время рожать, растерявшийся Генрих обратился за помощью к жене.

Он открыл полог моей кровати и произнес: «Друг мой, я утаил от Вас одно дело, в котором мне нужно признаться. Прошу Вас извинить меня за это и никогда не вспоминать, что я говорил раньше по этому поводу. Буду Вам весьма признателен, если Вы поднимитесь и сразу же пойдете к Фоссезе, которой очень плохо и которая нуждается в помощи. Я уверен, что Вы сами не захотите, увидев её положение, вспоминать о прошлом. Вам известно, как я люблю её, и прошу Вас, сделайте это ради меня».— Маргарита де Валуа. Мемуары, с. 175—176
Маргарита согласилась помочь, перенеся фаворитку в укромное место и приставив к ней врача и служанок, и уговорила мужа, во избежание сплетен, уехать со всем двором на охоту. Ко времени возвращения Генриха Фоссёза разрешилась от бремени мертворожденной девочкой. Распространения слухов избежать не удалось, а фаворитка продолжала настраивать короля против его жены.
В 1582 Фоссёза сопровождала королеву Наваррскую в Фонтенбло. К тому времени о её связи с Генрихом и родах стало известно при французском дворе и королева-мать Екатерина Медичи, не прощавшая публичных скандалов, отослала фрейлину к её матери. В апреле 1582 новости об этом достигли Беарна. Генрих Наваррский, уже охладевший у фаворитке, и начавший осаду новой крепости — Дианы д'Андуан, по прозвищу «Прекрасная Коризанда» — воспользовался, тем не менее, случаем, чтобы обострить отношения с Парижем, направив туда своего конюшего Антуана де Фронтенака с возмутительным заявлением, сообщив, что ноги его не будет в столице, пока там столь дурно обращаются с дорогим ему существом.
Мадам Екатерина направила зятю послание с суровым выговором, и на этом конфликт закончился, сменившись новыми скандалами, устроенными Маргаритой в Париже.

## Семья
11 марта 1596 Франсуаза де Монморанси вышла замуж за анжуйского дворянина Франсуа де Брока, сеньора де Сен-Мара.
В этом браке родились четыре сына и три дочери:
- Пьер де Брок (ок. 1597—1671), епископ Осера
- Анн де Брок (ок. 1598—1630), фрейлина Марии Медичи. Муж (6.03.1624): Амбруаз дез Эскоте, сеньор де Шантийи (ок. 1600—1630)
- Жак де Брок (ок. 1599—1651), барон де Сен-Мар. Жена (1.07.1624): Маргерит де Бурдей (ок. 1607—1651), фрейлина Марии Медичи, дочь Клода де Бурдея, барона де Мата и де Больё, и Маргерит де Брёй, дамы де Теон
- Мишель де Брок (ум. 1634), барон д'Эшемире. Жена (22.02.1628): Мари-Мадлен дю Шен
- Франсуа де Брок, рыцарь Мальтийского ордена
- Катрин де Брок. Муж: Франсуа де Лож, сеньор де Шарбоньер
- Антуанетта де Брок